# Unione Sportiva Lecce 2013-2014
Questa voce raccoglie le informazioni riguardanti l'Unione Sportiva Lecce nelle competizioni ufficiali della stagione 2013-2014.

## Stagione

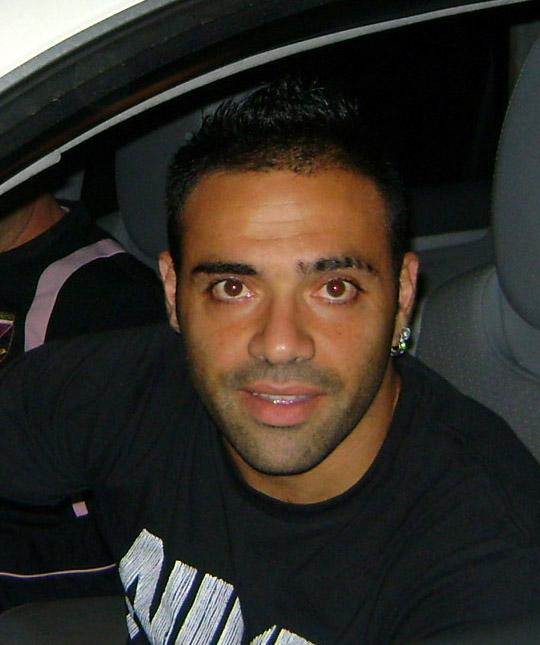
Fabrizio Miccoli, nuovo capitano del Lecce.

Nella stagione 2013-14, il Lecce disputa il 37º campionato in Lega Pro, il secondo consecutivo dopo aver raggiunto il 2º posto nel 2012-13 (promozione sfumata nella finale dei play-off contro il Carpi). Quest'anno, a differenza del precedente, i salentini vengono inseriti nel girone B di Lega Pro.
La stagione 2013-2014 del nuovo Lecce inizia all'insegna degli addii di molte colonne della squadra degli ultimi anni. Tra questi i più eclatanti sono senz'altro quelli di Ernesto Chevantón (al quale la società non ha rinnovato il contratto pur essendo, secondo le parole del presidente Savino Tesoro, un contratto a vita) e di Guillermo Giacomazzi, capitano nelle ultime 5 stagioni che si è visto sfilare la fascia da mister Moriero appannaggio di Fabrizio Miccoli, idolo di casa viste le sue note origini salentine. Dopo 36 anni il dottor Giuseppe Palaia, il responsabile sanitario del club cambia: e viene sostituito dal dottor Giovanni Rizzo. La squadra, rispetto alla stagione precedente, viene totalmente ricostruita: oltre al già citato Miccoli, arrivano giocatori di categoria come Salvi, Papini (con due promozioni in Serie B, alle spalle), Sacilotto (a stagione già iniziata così come Walter López), e giovani promettenti come il portiere Perucchini (dal Como), gli attaccanti Beretta e Zigoni, (quest'ultimo reduce dalla promozione in B con l'Avellino). Inoltre arrivano le conferme di giocatori importanti come Diniz, Martinez e il miglior giocatore della scorsa stagione del Lecce, Bogliacino. Sono sbarcati in Salento anche giocatori in cerca di rilancio dopo annate negative come Amodio (ex del Napoli), gli esterni Bellazzini e Ferreira Pinto, e l'ex terzino proprio dei giallorossi Erminio Rullo, che ritorna dopo 7 anni. Sul fronte cessioni si registrano altri addii di giocatori molto importanti come i salentini Andrea Esposito e Cosimo Chiricò (che vanno entrambi al Latina), Memushaj, (che torna al Carpi), il portiere Benassi (finito alla Reggina assieme al talentuoso esterno Filippo Falco), gli attaccanti Piá, Jeda e Foti che rescindono il loro contratto con la società.
Il ritiro precampionato si è svolto dal 19 luglio al 1º agosto 2013 a Villagrande di Montecopiolo (PU).
Il 24 settembre 2013 viene sollevato dall'incarico il mister Francesco Moriero, al quale è risultata fatale la sconfitta (la quarta consecutiva in campionato) contro il Catanzaro. Al suo posto torna Franco Lerda, già sulla panchina giallorossa nella prima parte della stagione precedente.
Il 17 dicembre viene nominato nuovo vicepresidente Giulia Tesoro, figlia del presidente Savino, in seguito alle dimissioni di Letterio Munafò.
Il mercato invernale porta Benassi alla Juve Stabia (dopo l'esperienza in prestito alla Reggina), Parfait al Pisa, e Bencivenga al Como tutti e tre con la formula del prestito mentre Fabrizio Melara viene ceduto al Benevento. Sul fronte entrate si registrano invece gli arrivi a titolo definitivo di Giuseppe Abruzzese (già in giallorosso dal 2002 al 2006) dal Crotone, di Dario Barraco dal Latina e di Nicholas Caglioni dal Crotone, mentre Francesco De Rose torna in prestito in giallorosso dalla Reggina

### Lega Pro Prima Divisione

#### Stagione regolare
Cinque partite e cinque sconfitte. Inizia così il campionato 2013-2014 del Lecce, che mai era partito così in male nelle serie cadette: 2-1 a Salerno con la Salernitana, 1-2 in casa contro L'Aquila, 4-1 a Benevento e ancora 1-2 al Via del Mare contro il Catanzaro (partita che costa l'esonero a mister Moriero). Il cambio di allenatore porta fuori dal baratro il Lecce che dopo aver perso alla quinta giornata in casa del Perugia (2-0) chiude il girone d'andata con 7 vittorie (Paganese, Ascoli, Viareggio, Prato, Grosseto, Nocerina, Pisa), 3 pareggi (Barletta, Gubbio, Pontedera) e una sola sconfitta (3-1 in casa del Frosinone a quota 24 punti con un filotto di ben 8 risultati utili consecutivi.
Anche nel girone di ritorno la marcia dei giallorossi non si ferma. Tre vittorie consecutive: in casa con la Salernitana per 2-1, a L'Aquila 0-1 (giocando tutto il secondo tempo in 10 uomini per l'espulsione di Papini, autore peraltro del goal vittoria) e ancora in casa con il Benevento (2-0). Con lo 0-0 in casa del Catanzaro alla quarta giornata arriva il primo pareggio nel girone di ritorno e alla giornata successiva arriva anche la prima sconfitta per mano del Perugia col risultato di 3-4 in favore dei grifoni. A questa sconfitta seguono quattro vittorie consecutive: in casa del Barletta (2-1), al Via del Mare contro la Paganese per 2-0 (in una partita molto nervosa che alla fine conterà 6 ammoniti e 3 espulsi), a Gubbio per 1-2 (apre le marcature la rete di Abruzzese al suo secondo goal con la maglia giallorossa dopo quello messo a segno nella stagione 2002/2003) e 2-1 in casa contro l'Ascoli grazie alla doppietta di Fabrizio Miccoli, la prima in giallorosso. Cade nuovamente alla 27ª giornata la squadra di mister Lerda, affondata a Viareggio da una doppietta di Ighli Vannucchi. Lecce che però si rialza e infila ben 5 vittorie consecutive (record stagionale): 3-0 sul Pontedera, frutto della tripletta messa a segno da capitan Miccoli; un'altra tripletta, questa volta di Barraco, affonda il Prato per 3-1; 3-0 a tavolino contro la Nocerina; sofferto 0-1 sul campo del Grosseto e infine 2-0, davanti agli oltre 12.000 spettatori del Via del Mare sul Frosinone, tornando così a sperare nella promozione diretta in Serie B. Alla penultima giornata di campionato (l'ultima per il Lecce visto il riposo a quella successiva) i giallorossi perdono a Pisa per 1-0, terminando così il campionato al 3º posto e dovendo giocare per il secondo anno consecutivo i play-off promozione.

#### Play-off
Nella sfida secca del primo turno di questi play-off si affrontano Lecce e Pontedera, che ha terminato all'ottavo posto la stagione regolare. I giallorossi giocano male e la partita finisce ai rigori con la vittoria dei Salentini per 8-7.
In semifinale i ragazzi di mister Lerda affrontano, prima in trasferta e poi in casa, il Benevento (che al primo turno ha battuto il Catanzaro) guidato dal tecnico Fabio Brini che l'anno prima, alla guida del Carpi, aveva ottenuto la promozione in Serie B proprio ai danni del Lecce. Nella gara d'andata allo Stadio Ciro Vigorito finisce 1-1, frutto dei goal di capitan Miccoli per il Lecce e di Mancosu per il Benevento. Il ritorno finisce 2-0 per il Lecce (goal di Ferreira Pinto e Zigoni), che si qualifica così per il secondo anno consecutivo alla finale play-off, dove affronterà il Frosinone.
La finale di andata contro i Ciociari termina con un 1-1 che rimanda il discorso qualificazione alla gara di ritorno al Matusa. All'iniziale vantaggio di Romeo Papini risponde un quarto d'ora dopo Gori, con un tiro deviato da Abruzzese.
Con la sconfitta per 3-1 nella gara di ritorno sfuma per il secondo anno consecutivo il ritorno in cadetteria per il Lecce, affondato a Frosinone dai goal di Paganini allo scadere del primo tempo, e di Frara e Viola nel secondo tempo supplementare. Inutile è stato il goal di Beretta che aveva portato in vantaggio i giallorossi.

### Coppa Italia
Il primo incontro ufficiale della stagione vede i giallorossi di mister Moriero impegnati al Via del Mare nel primo turno di Coppa Italia contro il Santhià, formazione di Serie D, conclusosi con il risultato di 3-0 in favore della squadra di casa (gol di Bogliacino, Bencivenga e Tundo).
Nel secondo turno il Lecce si trova di fronte la Ternana, squadra assai più ostica di quella affrontata nel turno precedente. Anche in questo caso la formazione salentina riesce a prevalere col risultato di 2-4 ottenuto dopo i tempi supplementari. Mattatore della gara è il giovane Zigoni, classe '91, autore di una doppietta. Nel tabellino dei marcatori, anche i nuovi centrocampisti Bellazzini e Salvi.
Il terzo turno è fatale ai giallorossi, i quali affrontano il Parma allo Stadio Ennio Tardini. La superiorità del Parma è netta vista la differenza di due categorie tra le squadre oltre alle molteplici assenze in casa Lecce. I ducali vincono con un perentorio 4-0 (a segno anche Cassano, barese di nascita) avanzando al quarto turno, dove affronteranno poi il Varese.

### Coppa Italia Lega Pro
Nel primo turno il Lecce affronta al Via del Mare di Lecce il Foggia, che milita in Seconda Divisione. La partita vede prevalere i giallorossi per 1-0 con rete di Beretta. Stesso risultato (goal di Zigoni) nel secondo turno per la compagine di mister Lerda contro un'altra pugliese, il Barletta, già affrontato nel proprio girone di campionato. Nel terzo turno, a gironi, la squadra salentina scende in campo a Grosseto con il quale perde 2-1 (gol di Rullo), e poi in casa contro il Perugia, perdendo 2-0 e dicendo addio alla competizione.

## Divise e sponsor
Lo sponsor tecnico per la stagione 2013-2014 è Legea. Viene quindi abbandonato il vecchio sponsor dell'Asics dopo 22 anni, presente sulle maglie giallorosse ininterrottamente dalla stagione 1991-92. Lo sponsor ufficiale è Betitaly (così come lo era stato nella stagione precedente), mentre i co-sponsor sono "Svicat" (sulle maglie) e "Fiera Salento" (sui pantaloncini, a partire dalla sfida contro la Paganese).

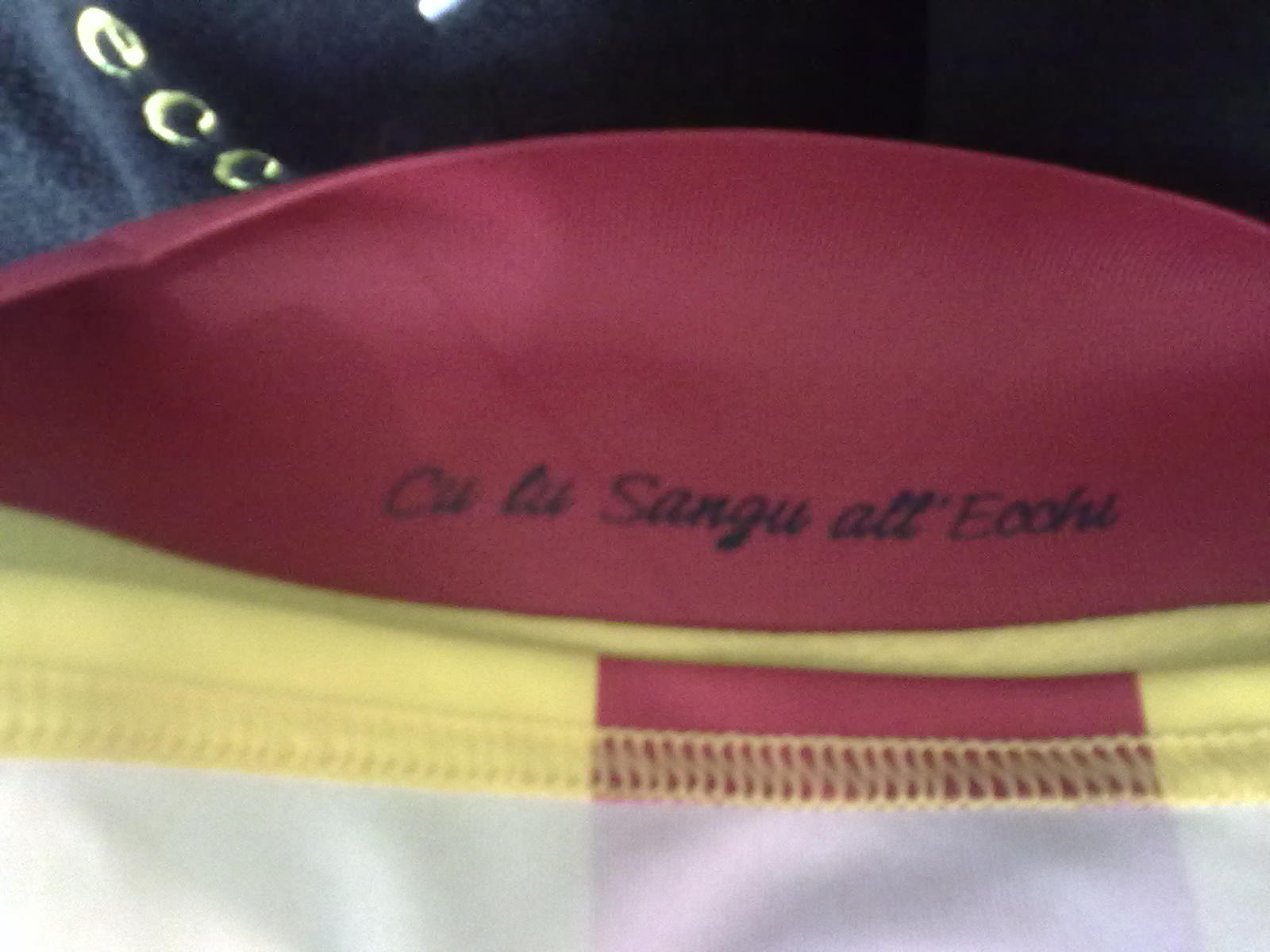
La scritta "Cu lu Sangu all'Ecchi" presente sul colletto delle divise dei giocatori

Le nuove maglie da gioco sono state presentate il 20 agosto 2013 presso la sala stampa "Sergio Vantaggiato" dello Stadio Via del Mare insieme alla campagna abbonamenti rappresentata quest'anno dal capitano Fabrizio Miccoli. Novità di questa stagione sono i pantaloncini rossi anziché blu, i quali mancavano dalla stagione 2006-07 e la scritta "Cu lu Sangu all'Ecchi" ("Con il Sangue agli Occhi" in dialetto leccese) che è l'espressione maggiormente utilizzata dai tifosi leccesi per incitare e spronare i giocatori.
Per la seconda e terza maglia invece, la novità è rappresentata dal ritorno della lupa, come già avvenuto nella stagione 2009-10 e 2010-11. La seconda maglia non presenta sostanziali cambiamenti, totalmente bianca fatta eccezione per dei bordini rossi, e una striscia verticale giallo-rossa sulla parte sinistra della maglia. La terza maglia è di un blu (colore classico per la terza maglia) però più chiaro, con delle strisce orizzontali giallo-rosse sul petto. Anche la divisa del portiere, ha subito importanti cambiamenti nei colori. La prima maglia ha i pantaloncini di colore grigio scuro con striature rosa. La seconda è costituita per gran parte dal rosa con maniche nere e pantaloncini del medesimo colore (esiste una variante di questa divisa che prevede l'uso del verde anziché del rosa, utilizzata nella sfida contro la Paganese). Una quarta maglia (indossata da Perucchini contro il Parma in Coppa Italia) richiama il tricolore italiano: maglia e pantaloncini bianchi, con maniche una rossa e una verde.
| Casa | Trasferta | 3ª maglia |

## Società
Dal sito ufficiale della società

### Organigramma societario
- Presidente: Savino Tesoro
- Vice Presidente: Giulia Tesoro
- Amministratore Delegato: Antonio Tesoro
- Responsabile Area Tecnica: Antonio Tesoro
- Consiglieri d'Amministrazione: Luigi Di Roma, Antonio Fiocca, Savino Vigilante
- Team Manager: Francesco Lillo

- Responsabile Segreteria Tecnico-Sportiva: Giuseppe Mercandante
- Responsabile Biglietteria: Angelica De Mitri
- Responsabile Pubbliche Relazioni: Silvia Famularo
- Addetto Stampa: Andrea Ferrante
- Responsabile Commerciale GSport: Andrea Micati
- Front Office: Franco Longo, Francesco Marchello
- Fotografo Ufficiale: Marco Lezzi

### Staff tecnico
- Allenatore: Francesco Moriero, poi Franco Lerda
- Allenatore in seconda: Alessandro Morello, poi Giacomo Chini
- Preparatore dei Portieri: Raffaele Di Fusco
- Preparatori Atletici: Paolo Traficante e Oscar Piergallini , poi Domenico Borelli e Francesco Negro
- Personal Trainer: Tiberio Ancora

- Responsabile Sanitario:' Dott. Giovanni Rizzo
- Consulente Medico: Dott. Antonio Faita
- Fisioterapista - Osteopata: Graziano Fiorita
- Massaggiatore:  Cristinel Galbenus
- Magazzinieri: Giovanni Fasano, Paolo Micelli

## Rosa
Rosa e ruoli sono aggiornati al 23 marzo 2014.
| N. |                       | Ruolo | Calciatore         |
| -- | --------------------- | ----- | ------------------ |
|    | Italia (bandiera)     | P     | Nicholas Caglioni  |
|    | Italia (bandiera)     | P     | Filippo Perucchini |
|    | Italia (bandiera)     | P     | Davide Petrachi    |
|    | Italia (bandiera)     | D     | Giuseppe Abruzzese |
|    | Italia (bandiera)     | D     | Dario D'Ambrosio   |
|    | Brasile (bandiera)    | D     | Marcus Diniz       |
|    | Uruguay (bandiera)    | D     | Walter López       |
|    | Costa Rica (bandiera) | D     | Gilberto Martínez  |
|    | Italia (bandiera)     | D     | Erminio Rullo      |
|    | Italia (bandiera)     | D     | Andrea Risolo      |
|    | Italia (bandiera)     | D     | Simone Sales       |
|    | Francia (bandiera)    | D     | Kévin Vinetot      |
|    | Uruguay (bandiera)    | C     | Nicolás Amodio     |
|    | Italia (bandiera)     | C     | Tommaso Bellazzini |

| N. |                    | Ruolo | Calciatore                  |
| -- | ------------------ | ----- | --------------------------- |
|    | Uruguay (bandiera) | C     | Mariano Bogliacino          |
|    | Italia (bandiera)  | C     | Andrea Cicerello            |
|    | Italia (bandiera)  | C     | Francesco De Rose           |
|    | Italia (bandiera)  | C     | Luca Guadalupi              |
|    | Italia (bandiera)  | C     | Gianmarco Monaco            |
|    | Italia (bandiera)  | C     | Romeo Papini                |
|    | Brasile (bandiera) | C     | Luís Sacilotto              |
|    | Italia (bandiera)  | C     | Stefano Salvi               |
|    | Italia (bandiera)  | A     | Dario Barraco               |
|    | Italia (bandiera)  | A     | Giacomo Beretta             |
|    | Francia (bandiera) | A     | Abdou Doumbia               |
|    | Brasile (bandiera) | A     | Ferreira Pinto              |
|    | Italia (bandiera)  | A     | Fabrizio Miccoli (capitano) |
|    | Italia (bandiera)  | A     | Gianmarco Zigoni            |

## Calciomercato

### Sessione estiva(dall'1/7 al 2/9/2013)
| Acquisti | Acquisti           | Acquisti    | Acquisti                         |
| Ruolo    | Nome               | da          | Modalità                         |
| -------- | ------------------ | ----------- | -------------------------------- |
| P        | Filippo Perucchini | Milan       | comproprietà                     |
| D        | Matteo Legittimo   | Ascoli      | fine prestito                    |
| D        | Leonardo Nunzella  | Paganese    | fine prestito                    |
| D        | Angelo Bencivenga  | Parma       | prestito con diritto di riscatto |
| D        | Kévin Vinetot      | Genoa       | prestito                         |
| D        | Erminio Rullo      |             | svincolato                       |
| D        | Vittorio Ferrero   | San Marino  | definitivo                       |
| D        | Simone Sales       | Cremonese   | prestito                         |
| C        | Tommaso Bellazzini | Cittadella  | svincolato                       |
| C        | Daniele Casiraghi  | Tritium     | svincolato                       |
| C        | Luigi Falcone      | Lanciano    | fine prestito                    |
| C        | Stefano Salvi      | Sorrento    | definitivo                       |
| C        | Carmine Palumbo    | Pro Patria  | fine prestito                    |
| C        | Fabrizio Melara    | Reggina     | definitivo                       |
| C        | Romeo Papini       | Carpi       | svincolato                       |
| C        | Pietro Gerardi     | Juve Stabia | definitivo                       |
| C        | Nicolás Amodio     | Peñarol     | svincolato                       |
| C        | Abdou Doumbia      | Parma       | prestito                         |
| C        | Ferreira Pinto     | Varese      | definitivo                       |
| C        | Louise Parfait     | Cesena      | prestito                         |
| A        | David Speziale     | Verona      | fine prestito                    |
| A        | Gianmarco Zigoni   | Milan       | prestito                         |
| A        | Fabrizio Miccoli   | Palermo     | svincolato                       |
| A        | Giacomo Beretta    | Milan       | prestito                         |
| A        | Giuseppe Bozzi     | Q. U. Bari  | definitivo                       |

| Cessioni | Cessioni                | Cessioni        | Cessioni                                    |
| Ruolo    | Nome                    | a               | Modalità                                    |
| -------- | ----------------------- | --------------- | ------------------------------------------- |
| P        | Massimiliano Benassi    | Reggina         | prestito                                    |
| D        | Francesco Todisco       | Genoa           | comproprietà                                |
| D        | Andrea Esposito         | Latina          | definitivo                                  |
| D        | Giovanni Tomi           | Pavia           | svincolato                                  |
| D        | Ivan Fatić              | Chievo          | fine prestito                               |
| D        | Vinicius Gouvea         | Olimpia (SP)    | svincolato                                  |
| D        | Ronaldo Vanin           | Parma           | definitivo                                  |
| D        | Stefano Ferrario        |                 | svincolato                                  |
| D        | Raffaele Rosato         | Parma           | definitivo                                  |
| D        | Roberto Di Maio         | L'Aquila        | definitivo                                  |
| D        | Sebastiano Luperto      | Napoli          | prestito con diritto di riscatto della metà |
| D        | Matteo Legittimo        | Parma           | definitivo                                  |
| C        | Edoardo Tundo           | Matera          | prestito                                    |
| C        | Cosimo Chiricò          | Parma           | definitivo                                  |
| C        | Ousmane Dramé           | Padova          | fine prestito                               |
| C        | Ledian Memushaj         | Carpi           | prestito con diritto di riscatto            |
| C        | Guillermo Giacomazzi    | Siena           | svincolato                                  |
| C        | Francesco De Rose       | Reggina         | fine prestito                               |
| C        | Giacomo Zappacosta      | Barletta        | fine prestito                               |
| C        | Pietro Gerardi          | Real Marcianise | prestito                                    |
| C        | Antonio Guastamacchia   | Juve Stabia     | prestito                                    |
| C        | Luigi Falcone           | Varese          | prestito con diritto di riscatto            |
| C        | Daniele Casiraghi       | Pro Patria      | prestito                                    |
| C        | Carmine Palumbo         | Cremonese       | prestito                                    |
| C        | Sedrick Kalombo         | Nocerina        | prestito                                    |
| A        | Jeda                    | Pergolettese    | svincolato                                  |
| A        | Ernesto Chevantón       | QPR             | svincolato                                  |
| A        | Antonio Lombardi        | Vibonese        | prestito                                    |
| A        | Giancarlo Malcore       | Nocerina        | prestito con diritto di riscatto            |
| A        | David Speziale          | Milan           | definitivo                                  |
| A        | Nelson Bustamante       |                 | svincolato                                  |
| A        | Salvatore Foti          |                 | svincolato                                  |
| A        | Piá                     | Larissa         | svincolato                                  |
| A        | Francesco Di Mariano    | Roma            | definitivo                                  |
| A        | Vittorio Tateo Triarico | L'Aquila        | compartecipazione                           |
| A        | Marco Rosafio           | Viareggio       | prestito                                    |
| A        | Filippo Falco           | Reggina         | prestito con diritto di riscatto            |

### Trasferimenti tra le due sessioni
| Acquisti | Acquisti               | Acquisti      | Acquisti   |
| Ruolo    | Nome                   | da            | Modalità   |
| -------- | ---------------------- | ------------- | ---------- |
| D        | Walter López           | Cerro Porteño | svincolato |
| C        | Luís Gabriel Sacilotto | Latina        | svincolato |

| Cessioni | Cessioni       | Cessioni | Cessioni   |
| Ruolo    | Nome           | a        | Modalità   |
| -------- | -------------- | -------- | ---------- |
| A        | Giuseppe Bozzi | Martina  | svincolato |

### Sessione invernale(dal 3/1 al 31/1/2014)
| Acquisti | Acquisti             | Acquisti | Acquisti                         |
| Ruolo    | Nome                 | da       | Modalità                         |
| -------- | -------------------- | -------- | -------------------------------- |
| P        | Massimiliano Benassi | Reggina  | fine prestito                    |
| D        | Giuseppe Abruzzese   | Crotone  | definitivo                       |
| C        | Dario Barraco        | Latina   | definitivo                       |
| C        | Francesco De Rose    | Reggina  | prestito con diritto di riscatto |
| A        | Filippo Falco        | Reggina  | fine prestito                    |
| P        | Nicholas Caglioni    | Crotone  | definitivo                       |
| A        | Giancarlo Malcore    | Nocerina | fine prestito                    |
| C        | Sedrick Kalombo      | Nocerina | fine prestito                    |

| Cessioni | Cessioni             | Cessioni        | Cessioni                         |
| Ruolo    | Nome                 | a               | Modalità                         |
| -------- | -------------------- | --------------- | -------------------------------- |
| P        | Massimiliano Benassi | Juve Stabia     | prestito                         |
| D        | Angelo Bencivenga    | Como            | prestito                         |
| C        | Louise Parfait       | Pisa            | prestito                         |
| C        | Sedrick Kalombo      | Martina         | prestito                         |
| D        | Leonardo Nunzella    | Virtus Lanciano | compartecipazione                |
| A        | Filippo Falco        | Juve Stabia     | prestito con diritto di riscatto |
| D        | Vittorio Ferrero     | San Marino      | definitivo                       |
| C        | Fabrizio Melara      | Benevento       | definitivo                       |
| A        | Giancarlo Malcore    | Chieti          | prestito                         |
| P        | Marco Bleve          | Martina         | prestito                         |

## Risultati

### Lega Pro Prima Divisione

#### Girone di andata
| Arbitro: | Lanza (Nichelino) |

|                              |           |             |
| Ginestra 41’ Siniscalchi 62’ | Marcatori | 26’ Miccoli |

| Arbitro: | Guccini (Albano Laziale) |

|               |           |                                   |
| Miccoli 90+5’ | Marcatori | 37’ De Sousa 82’ (rig.) Infantino |

| Arbitro: | Dei Giudici (Latina) |

|                                                |           |             |
| Mancosu 30’ Evacuo 45’, 75’ (rig.) Mengoni 67’ | Marcatori | 70’ Miccoli |

| Arbitro: | Giovani (Grosseto) |

|                |           |                           |
| D'Ambrosio 47’ | Marcatori | 7’ A. Marchi 66’ Fioretti |

| Arbitro: | Cifelli (Campobasso) |

|                            |           |  |
| Nicco 2’ Eusepi 36’ (rig.) | Marcatori |  |

| Lecce 6 ottobre 2013, ore 15:00 CEST 6ª giornata | Lecce             | 0 – 0 referto | Barletta | Stadio Via del Mare (3.779 spett.)\| Arbitro: \| Sacchi (Macerata) \| |
| Arbitro:                                         | Sacchi (Macerata) |               |          |                                                                       |

| Arbitro: | Pelagatti (Arezzo) |

|  |           |             |
|  | Marcatori | 81’ Doumbia |

| Arbitro: | Serra (Torino) |

|           |           |             |
| López 24’ | Marcatori | 39’ Ferrari |

| Arbitro: | Brasi (Seregno) |

|                              |           |                                                                      |
| Vegnaduzzo 70’ Schiavino 84’ | Marcatori | 12’ (rig.), 34’ (rig.) Bogliacino 31’ Ferreira Pinto 38’, 74’ Zigoni |

| Arbitro: | Piccinini (Forlì) |

|                                   |           |  |
| Zigoni 9’, 42’ Falasco 52’ (aut.) | Marcatori |  |

| Pontedera 10 novembre 2013, ore 14:30 CET 11ª giornata | Pontedera         | 0 – 0 referto | Lecce | Stadio Ettore Mannucci (1.042 spett.)\| Arbitro: \| Lanza (Nichelino) \| |
| Arbitro:                                               | Lanza (Nichelino) |               |       |                                                                          |

| Arbitro: | Di Martino (Teramo) |

|                          |           |  |
| Miccoli 67’ Zigoni 90+3’ | Marcatori |  |

| Arbitro: | Marini (Roma 1) |

|  |           |                                                |
|  | Marcatori | 45+2’ (rig.) Bogliacino 47’ Zigoni 75’ Beretta |

| Arbitro: | Baroni (Firenze) |

|             |           |  |
| Miccoli 25’ | Marcatori |  |

| Arbitro: | Abisso (Palermo) |

|                                           |           |             |
| D. Ciofani 36’ (rig.), 51’ M. Ciofani 78’ | Marcatori | 19’ Miccoli |

| Arbitro: | Sacchi (Macerata) |

|                           |           |  |
| Diniz 2’ Bogliacino 45+1’ | Marcatori |  |

| 22 dicembre 2013 17ª giornata Turno di riposo |  | – |  |  |

#### Girone di ritorno
| Arbitro: | Ros (Pordenone) |

|                              |           |                |
| Vinetot 76’ Bogliacino 90+4’ | Marcatori | 58’ Perpetuini |

| Arbitro: | Mangialardi (Pistoia) |

|  |           |            |
|  | Marcatori | 18’ Papini |

| Arbitro: | Rocca (Vibo Valentia) |

|                      |           |  |
| Amodio 15’ Diniz 32’ | Marcatori |  |

| Catanzaro 26 gennaio 2014, ore 14:30 CEST 21ª giornata | Catanzaro        | 0 – 0 referto | Lecce | Stadio Nicola Ceravolo (4.430 spett.)\| Arbitro: \| Rapuano (Rimini) \| |
| Arbitro:                                               | Rapuano (Rimini) |               |       |                                                                         |

| Arbitro: | Cifelli (Campobasso) |

|                                           |           |                                                            |
| Miccoli 43’ (rig.) Beretta 47’ Zigoni 87’ | Marcatori | 6’ (rig.) Eusepi 25’ Moscati 52’ Scognamiglio 76’ Sprocati |

| Arbitro: | Serra (Torino) |

|               |           |                         |
| Mantovani 35’ | Marcatori | 59’ Miccoli 69’ Doumbia |

| Arbitro: | Mainardi (Bergamo) |

|                              |           |  |
| López 41’ Ferreira Pinto 87’ | Marcatori |  |

| Arbitro: | Marini (Roma 1) |

|               |           |                           |
| Malaccari 43’ | Marcatori | 23’ Abruzzese 42’ Beretta |

| Arbitro: | Belotti (Verona) |

|                   |           |            |
| Miccoli 9’, 45+1’ | Marcatori | 58’ Capece |

| Arbitro: | Ripa (Nocera Inferiore) |

|                    |           |  |
| Vannucchi 27’, 76’ | Marcatori |  |

| Arbitro: | Caso (Verona) |

|                              |           |  |
| Miccoli 44’, 74’, 77’ (rig.) | Marcatori |  |

| Arbitro: | Piscopo (Imperia) |

|            |           |                              |
| Pisanu 66’ | Marcatori | 29’ (rig.), 61’, 68’ Barraco |

| Lecce 30 marzo 2014, ore 14:30 CEST 30ª giornata | Lecce | 3 – 0 (a tavolino) | Nocerina | Stadio Via del Mare |

| Arbitro: | Di Martino (Teramo) |

|  |           |            |
|  | Marcatori | 69’ Zigoni |

| Arbitro: | Ros (Pordenone) |

|                            |           |  |
| Beretta 23’ Bogliacino 80’ | Marcatori |  |

| Arbitro: | Ripa (Nocera Inferiore) |

|              |           |  |
| Giovinco 11’ | Marcatori |  |

| 4 maggio 2013 34ª giornata Turno di riposo |  | – |  |  |

### Play-off promozione

#### Primo turno
| Arbitro: | Dei Giudici (Latina) |

|                                                                   |                      |                                                               |
| Bogliacino Barraco Zigoni Beretta Diniz Amodio Martínez Abruzzese | Tiri di rigore 8 – 7 | Grassi Caponi Arrighini Pezzi Pera Vettori Bartolomei Pastore |

#### Semifinale
| Arbitro: | Sacchi (Macerata) |

|             |           |             |
| Mancosu 64’ | Marcatori | 39’ Miccoli |

| Arbitro: | Ros (Pordenone) |

|                               |           |  |
| Ferreira Pinto 20’ Zigoni 87’ | Marcatori |  |

#### Finale
| Arbitro: | Sacchi (Macerata) |

|            |           |          |
| Papini 15’ | Marcatori | 31’ Gori |

| Arbitro: | Ros (Pordenone) |

|                                        |           |             |
| Paganini 45+1’ Frara 116’ Viola 120+4’ | Marcatori | 19’ Beretta |

### Coppa Italia

#### Primo turno
| Arbitro: | Ceccarelli (Rimini) |

|                                         |           |  |
| Tundo 57’ Bencivenga 66’ Bogliacino 70’ | Marcatori |  |

#### Secondo turno
| Arbitro: | Gavillucci (Latina) |

|                             |           |                                           |
| Farkaš 63’ Ferronetti 90+5’ | Marcatori | 4’, 77’ Zigoni 102’ Salvi 116’ Bellazzini |

#### Terzo turno
| Arbitro: | Bergonzi (Genova) |

|                                                 |           |  |
| Amauri 21’ Cassano 53’ Munari 80’ Palladino 84’ | Marcatori |  |

### Coppa Italia Lega Pro

#### Primo turno
| Arbitro: | Lazzeri (Arezzo) |

|             |           |  |
| Beretta 22’ | Marcatori |  |

#### Secondo turno
| Arbitro: | Luciano (Lamezia Terme) |

|  |           |            |
|  | Marcatori | 75’ Zigoni |

#### Terzo turno (Girone C)
| Arbitro: | Vesprini (Macerata) |

|                                     |           |           |
| S. Esposito 28’ Scappini 35’ (rig.) | Marcatori | 78’ Rullo |

| Arbitro: | Melidoni (Frattamaggiore) |

|  |           |                       |
|  | Marcatori | 25’ Insigne 78’ Ayres |

| 11 dicembre 2013 Turno di riposo |  | – |  |  |

- Gara giocata con le curve dello stadio chiuse a seguito della squalifica[42] comminata al Lecce dopo i fatti di Lecce-Carpi del 16 giugno 2013.[43]

## Statistiche

### Statistiche di squadra
Statistiche aggiornate al 2 luglio 2014.
| Competizione             | Punti | In casa | In casa | In casa | In casa | In casa | In casa | In trasferta | In trasferta | In trasferta | In trasferta | In trasferta | In trasferta | Totale | Totale | Totale | Totale | Totale | Totale | DR  |
| Competizione             | Punti | G       | V       | N       | P       | Gf      | Gs      | G            | V            | N            | P            | Gf           | Gs           | G      | V      | N      | P      | Gf     | Gs     | DR  |
| ------------------------ | ----- | ------- | ------- | ------- | ------- | ------- | ------- | ------------ | ------------ | ------------ | ------------ | ------------ | ------------ | ------ | ------ | ------ | ------ | ------ | ------ | --- |
| Lega Pro Prima Divisione | 61    | 16      | 11      | 2       | 3       | 30      | 11      | 16           | 8            | 2            | 6            | 21           | 19           | 32     | 19     | 4      | 9      | 51     | 30     | +21 |
| Play-off Promozione      | -     | 3       | 2       | 1       | 0       | 3       | 1       | 1            | 0            | 1            | 0            | 1            | 1            | 4      | 2      | 2      | 0      | 4      | 2      | +2  |
| Coppa Italia             | -     | 1       | 1       | 0       | 0       | 3       | 0       | 2            | 1            | 0            | 1            | 4            | 6            | 3      | 2      | 0      | 1      | 7      | 6      | +1  |
| Coppa Italia Lega Pro    | -     | 2       | 1       | 0       | 1       | 1       | 2       | 2            | 1            | 0            | 1            | 2            | 2            | 4      | 2      | 0      | 2      | 3      | 4      | -1  |
| Totale                   | -     | 22      | 15      | 3       | 4       | 37      | 14      | 21           | 10           | 3            | 8            | 28           | 28           | 43     | 25     | 6      | 12     | 65     | 42     | +23 |

### Andamento in campionato
| Giornata  | 1  | 2  | 3  | 4  | 5  | 6  | 7  | 8  | 9  | 10 | 11 | 12 | 13 | 14 | 15 | 16 | 17 | 18 | 19 | 20 | 21 | 22 | 23 | 24 | 25 | 26 | 27 | 28 | 29 | 30 | 31 | 32 | 33 | 34 |
| --------- | -- | -- | -- | -- | -- | -- | -- | -- | -- | -- | -- | -- | -- | -- | -- | -- | -- | -- | -- | -- | -- | -- | -- | -- | -- | -- | -- | -- | -- | -- | -- | -- | -- | -- |
| Luogo     | T  | C  | T  | C  | T  | C  | T  | C  | T  | C  | T  | C  | T  | C  | T  | C  | -  | C  | T  | C  | T  | C  | T  | C  | T  | C  | T  | C  | T  | C  | T  | C  | T  | -  |
| Risultato | P  | P  | P  | P  | P  | N  | V  | N  | V  | V  | N  | V  | V  | V  | P  | V  | -  | V  | V  | V  | N  | P  | V  | V  | V  | V  | P  | V  | V  | V  | V  | V  | P  | -  |
| Posizione | 12 | 15 | 17 | 17 | 17 | 17 | 14 | 14 | 12 | 12 | 11 | 10 | 10 | 10 | 9  | 6  | 6  | 5  | 4  | 3  | 3  | 4  | 3  | 3  | 3  | 3  | 3  | 3  | 3  | 3  | 3  | 2  | 3  | 3  |

Fonte:  DIVISIONE 1 GIRONE B STATISTICA, su lega-pro.com.
Legenda:

Luogo: C = Casa; T = Trasferta. Risultato: V = Vittoria; N = Pareggio; P = Sconfitta.

### Statistiche dei giocatori
In corsivo i giocatori ceduti a stagione in corso.
| Giocatore      | Lega Pro Prima Divisione + Play-off | Lega Pro Prima Divisione + Play-off | Lega Pro Prima Divisione + Play-off | Lega Pro Prima Divisione + Play-off | Coppa Italia | Coppa Italia | Coppa Italia | Coppa Italia | Coppa Italia Lega Pro | Coppa Italia Lega Pro | Coppa Italia Lega Pro | Coppa Italia Lega Pro | Totale   | Totale | Totale      | Totale     |
| Giocatore      | Presenze                            | Reti                                | Ammonizioni                         | Espulsioni                          | Presenze     | Reti         | Ammonizioni  | Espulsioni   | Presenze              | Reti                  | Ammonizioni           | Espulsioni            | Presenze | Reti   | Ammonizioni | Espulsioni |
| -------------- | ----------------------------------- | ----------------------------------- | ----------------------------------- | ----------------------------------- | ------------ | ------------ | ------------ | ------------ | --------------------- | --------------------- | --------------------- | --------------------- | -------- | ------ | ----------- | ---------- |
| G. Abruzzese   | 16                                  | 1                                   | 8                                   | 1                                   | -            | -            | -            | -            | -                     | -                     | -                     | -                     | 16       | 1      | 8           | 1          |
| N. Amodio      | 26                                  | 1                                   | 7                                   | 0                                   | -            | -            | -            | -            | 1                     | 0                     | 0                     | 0                     | 27       | 1      | 7           | 0          |
| D. Barraco     | 12                                  | 3                                   | 0                                   | 0                                   | -            | -            | -            | -            | -                     | -                     | -                     | -                     | 12       | 3      | 0           | 0          |
| T. Bellazzini  | 10                                  | 0                                   | 1                                   | 0                                   | 3            | 1            | 0            | 0            | 1                     | 0                     | 1                     | 0                     | 14       | 1      | 2           | 0          |
| A. Bencivenga  | 5                                   | 0                                   | 1                                   | 0                                   | 2            | 1            | 2            | 1            | 3                     | 0                     | 0                     | 0                     | 10       | 1      | 3           | 1          |
| G. Beretta     | 29                                  | 4                                   | 5                                   | 0                                   | -            | -            | -            | -            | 1                     | 1                     | 0                     | 0                     | 30       | 5      | 5           | 0          |
| M. Bleve       | 3                                   | -4                                  | 0                                   | 0                                   | -            | -            | -            | -            | 3                     | -2                    | 0                     | 0                     | 6        | -6     | 0           | 0          |
| M. Bogliacino  | 27                                  | 5                                   | 5                                   | 0                                   | 3            | 1            | 1            | 0            | -                     | -                     | -                     | -                     | 30       | 6      | 6           | 0          |
| G. Bozzi       | -                                   | -                                   | -                                   | -                                   | -            | -            | -            | -            | -                     | -                     | -                     | -                     | -        | -      | -           | -          |
| N. Caglioni    | 12                                  | -8                                  | 2                                   | 0                                   | -            | -            | -            | -            | -                     | -                     | -                     | -                     | 12       | -8     | 2           | 0          |
| D. Casiraghi   | -                                   | -                                   | -                                   | -                                   | -            | -            | -            | -            | -                     | -                     | -                     | -                     | -        | -      | -           | -          |
| A. Cicerello   | 1                                   | 0                                   | 0                                   | 0                                   | -            | -            | -            | -            | 2                     | 0                     | 1                     | 0                     | 3        | 0      | 1           | 0          |
| D. D'Ambrosio  | 18                                  | 1                                   | 9                                   | 2                                   | 1            | 0            | 0            | 0            | 1                     | 0                     | 1                     | 0                     | 20       | 1      | 10          | 2          |
| F. De Rose     | 7                                   | 0                                   | 2                                   | 0                                   | -            | -            | -            | -            | -                     | -                     | -                     | -                     | 7        | 0      | 2           | 0          |
| M. Diniz       | 27                                  | 2                                   | 7                                   | 0                                   | 2            | 0            | 0            | 0            | -                     | -                     | -                     | -                     | 29       | 2      | 7           | 0          |
| A. Doumbia     | 30                                  | 2                                   | 3                                   | 0                                   | -            | -            | -            | -            | 2                     | 0                     | 0                     | 0                     | 32       | 2      | 3           | 0          |
| F. Falco       | -                                   | -                                   | -                                   | -                                   | -            | -            | -            | -            | -                     | -                     | -                     | -                     | -        | -      | -           | -          |
| L. Falcone     | -                                   | -                                   | -                                   | -                                   | 3            | 0            | 0            | 0            | -                     | -                     | -                     | -                     | 3        | 0      | 0           | 0          |
| Ferreira Pinto | 27                                  | 3                                   | 1                                   | 0                                   | -            | -            | -            | -            | 2                     | 0                     | 1                     | 0                     | 29       | 3      | 2           | 0          |
| V. Ferrero     | 1                                   | 0                                   | 2                                   | 1                                   | 1            | 0            | 0            | 0            | 3                     | 0                     | 2                     | 0                     | 5        | 0      | 4           | 1          |
| L. Guadalupi   | -                                   | -                                   | -                                   | -                                   | 1            | 0            | 0            | 0            | 2                     | 0                     | 1                     | 0                     | 3        | 0      | 1           | 0          |
| S. Kalombo     | -                                   | -                                   | -                                   | -                                   | -            | -            | -            | -            | -                     | -                     | -                     | -                     | -        | -      | -           | -          |
| W. López       | 29                                  | 2                                   | 11                                  | 0                                   | -            | -            | -            | -            | -                     | -                     | -                     | -                     | 29       | 2      | 11          | 0          |
| S. Luperto     | -                                   | -                                   | -                                   | -                                   | 3            | 0            | 0            | 0            | -                     | -                     | -                     | -                     | 3        | 0      | 0           | 0          |
| G. Martínez    | 25                                  | 0                                   | 6                                   | 0                                   | -            | -            | -            | -            | -                     | -                     | -                     | -                     | 25       | 0      | 6           | 0          |
| F. Melara      | 14                                  | 0                                   | 0                                   | 1                                   | -            | -            | -            | -            | 2                     | 0                     | 0                     | 0                     | 16       | 0      | 0           | 1          |
| F. Miccoli     | 27                                  | 14                                  | 7                                   | 0                                   | 3            | 0            | 0            | 0            | 1                     | 0                     | 0                     | 0                     | 31       | 14     | 7           | 0          |
| G. Monaco      | -                                   | -                                   | -                                   | -                                   | -            | -            | -            | -            | 4                     | 0                     | 0                     | 0                     | 4        | 0      | 0           | 0          |
| L. Nunzella    | 4                                   | 0                                   | 2                                   | 0                                   | 3            | 0            | 0            | 0            | 3                     | 0                     | 0                     | 0                     | 10       | 0      | 2           | 0          |
| C. Palumbo     | -                                   | -                                   | -                                   | -                                   | -            | -            | -            | -            | -                     | -                     | -                     | -                     | -        | -      | -           | -          |
| R. Papini      | 24                                  | 2                                   | 7                                   | 2                                   | -            | -            | -            | -            | 1                     | 0                     | 0                     | 0                     | 25       | 2      | 7           | 2          |
| L. Parfait     | 7                                   | 0                                   | 3                                   | 0                                   | -            | -            | -            | -            | 2                     | 0                     | 0                     | 0                     | 9        | 0      | 3           | 0          |
| F. Perucchini  | 21                                  | -20                                 | 1                                   | 0                                   | 3            | -6           | 0            | 0            | -                     | -                     | -                     | -                     | 24       | -26    | 1           | 0          |
| D. Petrachi    | 1                                   | -1                                  | 0                                   | 0                                   | -            | -            | -            | -            | 1                     | -2                    | 0                     | 0                     | 2        | -3     | 0           | 0          |
| D. Risolo      | 0                                   | 0                                   | 0                                   | 0                                   | -            | -            | -            | -            | -                     | -                     | -                     | -                     | 0        | 0      | 0           | 0          |
| E. Rullo       | 8                                   | 0                                   | 2                                   | 0                                   | 2            | 0            | 1            | 0            | 3                     | 1                     | 0                     | 0                     | 13       | 1      | 3           | 0          |
| G. Sacilotto   | 6                                   | 0                                   | 1                                   | 0                                   | -            | -            | -            | -            | 2                     | 0                     | 0                     | 0                     | 8        | 0      | 1           | 0          |
| S. Sales       | 16                                  | 0                                   | 3                                   | 0                                   | -            | -            | -            | -            | 3                     | 0                     | 2                     | 0                     | 19       | 0      | 5           | 0          |
| S. Salvi       | 26                                  | 0                                   | 7                                   | 1                                   | 3            | 1            | 0            | 0            | 3                     | 0                     | 0                     | 0                     | 32       | 1      | 7           | 1          |
| E. Tundo       | -                                   | -                                   | -                                   | -                                   | 3            | 1            | 0            | 0            | -                     | -                     | -                     | -                     | 3        | 1      | 0           | 0          |
| K. Vinetot     | 19                                  | 1                                   | 5                                   | 1                                   | 3            | 0            | 0            | 0            | 4                     | 0                     | 0                     | 0                     | 26       | 1      | 5           | 1          |
| G. Zigoni      | 25                                  | 9                                   | 1                                   | 0                                   | 3            | 2            | 0            | 0            | 4                     | 1                     | 1                     | 0                     | 32       | 12     | 2           | 0          |

## Giovanili
Dal sito ufficiale della società

### Organigramma societario
- Responsabile:  Matteo Lauriola

Staff Tecnico
- Allenatore Berretti:  Pedro Pablo Pasculli
- Collaboratore tecnico Berretti: Claudio Dell'Anna
- Allenatore allievi Nazionali:  Walter Monaco
- Collaboratore tecnico Allievi Naz.:  Paolo Cortese
- Allenatori Giovanissimi Nazionali:  Enrico Diamante,  Marcello Protopapa
- Allenatore Giovanissimi Regionali:  Alessandro Tangolo
- Collaboratore tecnico Giovanissimi Reg.:  Piero Trinchera

Staff Sanitario
- Medici:  Giovanni Rizzo,  Antonio Faita
- Fisioterapisti:  Marco Camassa,  Renato Rausa

Magazziniere
- Giovanni Fasano

Accompagnatori Ufficiali
- Berretti:  Donato Marzo
- Allievi Nazionali:  Silvio Caporotundo
- Giovanissimi Nazionali:  Simone Rizzo

### Piazzamenti
- Berretti: Vince il "girone E"; 2º posto (Perde in finale contro i giovani dell'AlbinoLeffe).
- Allievi Nazionali: 2º posto nel "girone G"; Perde in semifinale contro i giovani della Carrarese.
- Giovanissimi Nazionali: 4º posto nel "girone G"; Perde ai sedicesimi di finale contro i giovani della Juventus.